# Ahasver, der ewige Jude
Ahasver, der ewige Jude (Originaltitel: The Wandering Jew) ist ein britischer Spielfilm aus dem Jahre 1933 von Maurice Elvey mit Conrad Veidt in der Titelrolle.

## Handlung
Im Mittelpunkt des Geschehens steht ein Jude, der, seitdem er einst Jesus Christus auf seinem Leidensweg nach Golgatha beleidigte, dazu verdammt ist, auf ewig zu leben. Nacherzählt werden vier Stationen seiner langen Wanderungen durch die Zeiten.
In der ersten Episode wird von Ahasvers „Sündenfall“ berichtet, der zu dem ihm auferlegten Fluch führt. Auf die Verkündigung des Fluches folgt in Episode zwei Ahasvers Begegnung mit den Kreuzzüglern im Heiligen Land. Im dritten Teil lebt der ewige Jude das Leben eines Kaufmannes in Italien, während er im vierten Teil als ein der Hexerei beschuldigter Arzt Erlösung und inneren Frieden durch den Flammentod auf dem Scheiterhaufen zur Zeit der Inquisition in Spanien findet.

## Vorgeschichte und Produktionshintergründe
Nach der Machtergreifung durch die Nationalsozialisten in Deutschland Anfang 1933 gab es unter Großbritanniens Produzenten sporadisch Versuche, gegen den staatlich geförderten Antisemitismus der Regierung Adolf Hitlers anzusteuern. Noch im selben Jahr hatte der deutschstämmige Produzent Julius Hagen für die Twickenham Film Studios diesen Film unter dem Originaltitel The Wandering Jew herstellen lassen. Für die Hauptrolle konnte der aus Deutschland mit seiner jüdischen Ehefrau ausgewanderte Filmstar Conrad Veidt gewonnen werden.
The Wandering Jew erlebte seine Uraufführung am 20. November 1933 in London (Verkaufspräsentation). Der britische Massenstart war am 26. Februar 1934. Während dieser philosemitische Streifen erwartungsgemäß im Dritten Reich nicht gezeigt werden durfte, lief er in Österreich im Juni 1934 unter dem Titel Ahasver, der ewige Jude an.
Für Conrad Veidt hatte seine Mitwirkung in diesem Film und die Übernahme der Titelrolle in der nicht minder philosemitischen Feuchtwanger-Verfilmung Jud Süß im darauf folgenden Jahr schwerwiegende Auswirkungen. Im nationalsozialistischen Deutschland, wo er zwischen diesen beiden Filmen, noch zum Jahreswechsel 1933/34, als Gessler in einer Wilhelm Tell-Verfilmung vor der Kamera gestanden hatte und sich bis dahin größter Beliebtheit erfreut hatte, galt er fortan als persona non grata; eine Rückkehr sowohl in seine alte Heimat als auch vor deutsche Kameras war nunmehr ausgeschlossen. Der Völkische Beobachter hetzte in seiner Ausgabe vom 23. November 1934: Veidt sei „menschlich nicht mehr würdig, daß auch nur ein Finger in Deutschland sich zu seinem Lobe rührt“.

## Kritik
Kritiker Erich Kaiser besprach Ahasver, der ewige Jude im Exil und kritisierte Elveys Regieleistung, während er Veidts darstellerische Kunst lobte. Im Pariser Tageblatt ist zu lesen: „Conrad Veidt, einer der wenigen deutschen Spitzendarsteller, die sich nicht haben gleichschalten lassen, wird der großen Aufgabe gerecht. Er gibt in Maske und Darstellung die richtige Mischung typisch jüdischer Wesensart und großzügiger Haltung. Wenn seine großartige Leistung nicht zur vollen Wirkung kommt, so ist auch das die Schuld des unmöglichen Manuskripts, das den ‚Ewigen Juden‘ während der spanischen Inquisition sterben läßt.“
In der New York Times hieß es am 14. Januar 1935: „Der Film vom ‚wandernden Juden‘, fußend auf einem Stück des verstorbenen E. Temple Thurston, läuft im Criterion Filmtheater als eine reiche und gut fotografierte Produktion an, die sich zwar langsam aber stetig einem starken Höhepunkt entgegenbewegt. (…) Conrad Veidts ergreifende Darstellung des Juden, perfekt abgestimmt auf alle vier Abschnitte seiner Wanderung und durch vorsichtige Andeutung die Veränderungen des Charakters im Laufe der Jahrhunderte befördernd, ist das Leben und die Essenz dieses Films. Er wird unterstützt durch eine allgemein fähige Besetzung, unter besonderer Berücksichtigung von Peggy Ashcroft.“
Halliwell’s Film Guide charakterisierte den Film wie folgt: „Eine ambitionierte Phantasie, die ziemlich gut startet für diejenigen, die darauf stehen, war jedoch eine seltsame Wahl für eine britische Produktionsfirma jener Tage.“
Das Branchenfachblatt Variety befand: „Eine wunderschöne Produktion, ein historischer Triumph – und sehr wahrscheinlich ein kommerzieller Irrtum.“